# 영남대로
영남대로(嶺南大路)는 조선시대의 1392년부터 1910년까지 존재했던 한성에서 동래까지 잇는 간선도로이다. 이 중에서 영남대로(嶺南大路)와 영남로(嶺南路), 동래로(東萊路) 등의 명칭으로도 불린다. 현재는 영남대로 옛길 혹은 문경새재(聞慶-)의 관광지로 각광받고 있다.

## 노선 경유지
- 한성 - 광주[2] - 용인 - 양지 - 죽산 - 음죽 - 충주 - 연풍 - 문경 - 함창 - 상주 - 선산 - 인동 - 칠곡 - 대구 - 청도 - 밀양 - 양산 - 동래

## 명소
- 경복궁 근정전 - 이태원 가는길 - 달래내 고개 - 판교 - 불곡산 - 양지향교 - 좌찬역터 - 죽산 매산리 미륵당, 미륵불, 5층석탑 - 달천교, 달천나루 - 단월역터 - 안보역터 - 신혜원터 - 문경새재 조령원, 조곡관, 주흘관 - 조령원 - 관갑천잔터 - 고모산성 - 유곡역터 - 낙동나루 - 관수루 - 선산 낙산리고분군 - 금호나루와 금호대로 - 김충선과 녹동서원 - 팔조령 - 군자령 - 청도읍성의 객사 도주관 - 밀양강 - 영남루 - 동래읍성 - 동래향교

## 같이 보기
- 문경새재
- 중부고속도로 : 남양주 ~ 대소
- 평택충주고속도로 : 대소 ~ 충주
- 중부내륙고속도로 : 충주 ~ 김천
- 경부고속도로 : 김천 ~ 대구
- 중앙고속도로 : 대구 ~ 부산
- 국도 제3호선 : 서울 ~ 상주
- 국도 제25호선 : 상주 ~ 대구